# 阿尔克西拉乌斯
阿尔克西拉乌斯（英語：Arcesilaus），（前316年—前242年），哲学家。阿埃奥利亚的皮塔内人，于塞奥弗拉斯图斯门下学习哲学。后成为学园领袖。他沿用苏格拉底式推论与论辩方法，不求得出结论，其主要道德标准为“追求理性的东西”。

## 扩展阅读
- 本条目包含来自公有领域出版物的文本: Chisholm, Hugh (编).  (第11版). London: Cambridge University Press. 1911.